# Alfred Motté
Alfred Philippe Ferdinand Joseph Motté (ur. 2 czerwca 1887 w Roubaix, zm. 31 października 1918 w Sézanne) – francuski lekkoatleta, dwukrotny olimpijczyk.
Na igrzyskach olimpijskich w 1908 w Londynie zajął 5. miejsce (ex aequo z Plattem Adamsem z USA i Géo André z Francji) w skoku wzwyż z miejsca. Startował na tych igrzyskach także w skoku w dal z miejsca, ale jego wynik ani miejsce nie są znane. Zajął 10. miejsce w skoku w dal z miejsca na igrzyskach olimpijskich w 1912 w Sztokholmie.
Był mistrzem Francji w skoku wzwyż z miejsca w 1907 i 1908 oraz w skoku w dal z miejsca w 1909, 1911 i 1912, wicemistrzem w skoku wzwyż z miejsca w 1910 oraz w skoku w dal z miejsca w 1907 i 1913, a także brązowym medalistą w skoku wzwyż z miejsca w 1909 i 1911 oraz w skoku w dal z miejsca w 1910 i 1914.
Walczył w stopniu podporucznika podczas I wojny światowej. Zmarł wskutek choroby, na którą zapadł na froncie.